# Siwa (wzgórze)
Siwa – wzgórze o wysokości 375 m n.p.m. Znajduje się na Garbie Tenczyńskim w miejscowości Rudno w województwie małopolskim na zachód od zamku Tenczyn.